# Tenebris
Tenebris – polska grupa muzyczna wykonująca metal progresywny. Zespół powstał w 1991 w Łodzi z inicjatywy Mariusza Kuszewskiego i Tomasza Folwarskiego. Po nagraniu 1 demo dołączył do nich Przemysław Szymaniak – dotychczasowy basista grupy Pandemonium – w Tenebris gra na gitarze rytmicznej i śpiewa.

## Muzycy

### Obecny skład zespołu
- Przemysław „Szymon” Szymaniak – śpiew, gitara
- Artur Pieszczochowicz – gitara basowa
- Przemysław Dominiak – gitara
- Michał Karkusiński – instrumenty klawiszowe
- Piotr Patolski – perkusja

### Byli członkowie zespołu
- Jarosław Krzemiński – gitara
- Tomasz „Burger” Burgstaler – instrumenty klawiszowe
- Paweł Socha – perkusja
- Grzegorz Graczyk – perkusja
- Mariusz „Mario” Kuszewski – gitara
- Tomasz „Gruby” Folwarski – gitara basowa
- Piotr Kieszkowski – perkusja
- Arkadiusz „DoozY” Malawko – perkusja
- Marcin „Szpaku” Łukaszewski – gitara basowa
- Mirek „Szyszka” Koprowski – gitara
- Bartek Sapota – gitara basowa

## Dyskografia
- Solitude (1992, demo)
- Mesmerized (1993, demo)
- The Odious Progress (1994, album)
- Only Fearless Dreams (1996, album)
- Catafalque + Mesmerized (1998, EP)
- Catafalque - Comet (2007, kompilacja)
- Melting (2007, singel)
- Leavings of distortion soul (2009 album)
- DIIB (2010 box zawierający wszystkie dotychczasowe nagrania zespołu TENEBRIS)
- Alpha Orionis  (2013 album)
- Legendarna (2018, EP)